# تاویکوویتسه
تاویکوویتسه (به چکی: Tavíkovice) یک منطقهٔ مسکونی در جمهوری چک است که در ناحیه زنویمو واقع شده‌است. تاویکوویتسه ۱۰٫۰۵ کیلومتر مربع مساحت و ۵۹۷ نفر جمعیت دارد و ۳۶۱ متر بالاتر از سطح دریا واقع شده‌است.